# Os court
Pour un article plus général, voir Os.
Les os courts sont des os plus ou moins égaux dans toutes leurs dimensions : longueur, largeur et hauteur. La plupart des os courts sont souvent nommés en fonction de leur forme globale : cuboïdes, lenticulaires ou trapézoïdaux, etc...

## Structure
Les os courts sont constitués d'un noyau constitué d'os spongieux entouré d'os cortical.
L'os cortical est recouvert d'une membrane extérieure de tissu conjonctif : le périoste sauf sur les parties recouvertes de cartilage.
Les travées d'os spongieux contiennent de la moelle osseuse.
Ils ne possèdent ni diaphyse, ni épiphyse et ni de canal médullaire.

## Os courts humains
Le squelette humain possèdent deux fois quinze os courts : huit os du carpe  et sept os du tarse.

### Remarque
Certains auteurs peuvent considérer la patella ou d'autres os sésamoïdes comme un os court.

## Anatomie fonctionnelle
Les os courts sont spécialisés pour fournir un soutien dans les zones du squelette qui sont soumises à des forces élevées ou qui doivent être très compactes et où la force et la stabilité sont plus importantes que l'amplitude de mouvement.
Les os courts se caractérisent par leurs multiples surfaces articulaires qui forment des articulations avec les os adjacents.
Les os courts ont un mauvais apport vasculaire.

## Embryologie
Les os courts sont des os endochondraux. L'os est formé à partir d'un modèle cartilagineux initial et ce modèle est ensuite progressivement remplacé par de l'os.
A la différence des os longs, ils ne possèdent pas de cartilages épihysaires. Ils s'ossifient à partir de un ou plusieurs centres d'ossifications radiaux.

## Aspect clinique
Du fait de leur mauvais apport vasculaire, les os courts sont plus sujets aux pseudarthroses, aux cal vicieux ou à l'ostéonécrose en cas de fractures.
Ce risque de diminution de la cicatrisation des fractures des os courts augmente chez les patients diabétiques en raison de la microangiopathie souvent associée.